# Focus Asistencia Humanitaria

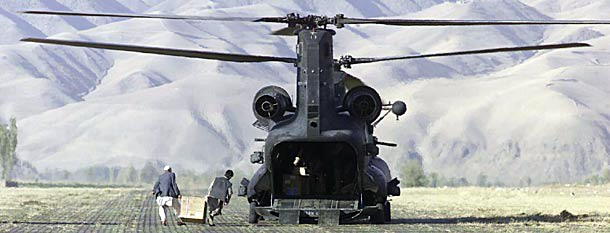
Un helicóptero del gobierno traslada medicamento y personal médico de la AKDN, durante la guerra de Afganistán (2002).

Focus Asistencia Humanitaria (en inglés Focus Humanitarian Assistance) es un grupo internacional de agencias establecidas en Europa, Norteamérica y Asia del Sur, creadas para proveer apoyo en casos de emergencia, principalmente en los países en desarrollo. Su intención es auxiliar a la gente a reducir su dependencia de la ayuda humanitaria y facilitar la transición a un estado de sostenibilidad independiente a largo plazo.
Es una filial de la Aga Khan Development Network (AKDN), un grupo de instituciones que trabajan para mejorar las oportunidades y las condiciones de vida, de personas de cualquier fe y origen, en regiones específicas del mundo en desarrollo. Focus fue establecida en 1994, por la comunidad musulmana ismaelita, y ha brindado apoyo a los pueblos golpeados por desastres naturales o causados por el hombre, en Asia del Sur, Asia Central y África. Trabaja en forma conjunta con otras instituciones de la misma orientación, con donadores independientes, gobiernos y empresas interesadas en brindar ayuda a personas afectadas.

## Intervenciones clave
- Guerra del Líbano de 2006 - Durante el pico del conflicto más de 180,000 personas encontraron refugio temporal en Damasco (Siria), o cerca de allí. La Aga Khan Development Network y FOCUS establecieron centros de salud para mujeres y niños; además distribuyeron agua, comida, ropa, utensilios y muebles.[4]

- Terremoto de Cachemira de 2005 - Se trasladaron a Pakistán y participaron en las labores de búsqueda y rescate, distribución de alimentos, traslado de heridos y servicios de atención médica.[5]

- Terremoto del océano Índico de 2004 - Movilizaron personal, voluntarios y recursos, a Andhra Pradesh, para proveer ayuda humanitaria. Junto con el gobierno de la India participaron en la distribución de alimentos, ropa, utensilios y muebles. A requerimiento de las autoridades de Maharashtra; donaron tiendas de campaña, linternas, ropa de cama y agua. Con una donación del gobierno canadiense, distribuyeron instrumentos de pesca y herramientas para reparar los botes, con la intención de ayudar a la comunidad a regresar a su vida normal.[6][7]

- Guerra de Afganistán (2001-presente) - Además de la donación de 75 millones de dólares realizada por el Aga Khan IV, para la reconstrucción de Afganistán;[8] Focus ha colaborado desde 1996 en la distribución de alimentos, ayuda humanitaria y servicios médicos; también en la rehabilitación de escuelas, clínicas, de la agricultura y de la infraestructura locales.[9]